# Przejście graniczne Krzanowice-Strahovice
Przejście graniczne Krzanowice-Strahovice – polsko-czeskie przejście graniczne małego ruchu granicznego położone w województwie śląskim, w powiecie raciborskim, w gminie Krzanowice, w miejscowości Krzanowice, zlikwidowane w 2007.

## Opis
Przejście graniczne Krzanowice-Strahovice zostało utworzone 19 lutego 1996. Czynne było w godz. 6.00–22.00 przez cały rok. Dopuszczony był ruch pieszych, rowerzystów, motorowery o pojemności skokowej silnika do 50 cm³ i transportem rolniczym. Odprawę graniczną i celną wykonywały organy Straży Granicznej. Doraźnie kontrolę graniczną i celną osób, towarów oraz środków transportu wykonywała Strażnica SG w Krzanowicach.
Do przejścia można było dojechać drogą wojewódzką nr 917 do miejscowości Krzanowice, dalej do granicy państwowej z Republiką Czeską.
21 grudnia 2007 na mocy układu z Schengen przejście graniczne zostało zlikwidowane.

### Przejście graniczne z Czechosłowacją
W okresie istnienia Czechosłowackiej Republiki Socjalistycznej funkcjonowało w tym miejscu polsko-czechosłowackie przejście graniczne małego ruchu granicznego Krzanowice-Strahovice – II kategorii. Zostało utworzone 13 kwietnia 1960. Czynne było w godz. 6.00–19.00, w okresie 15 marca–30 listopada. Dopuszczony był ruch osób i środków transportu na podstawie przepustek w związku z użytkowaniem gruntów. Odprawę graniczną i celną wykonywały organy Wojsk Ochrony Pogranicza. Kontrolę graniczną i celną osób, towarów oraz środków transportu wykonywała Strażnica WOP Krzanowice.
Formalnie przejście graniczne zostało zlikwidowane 24 maja 1985.

## Galeria

Przejście graniczne Krzanowice-Strahovice
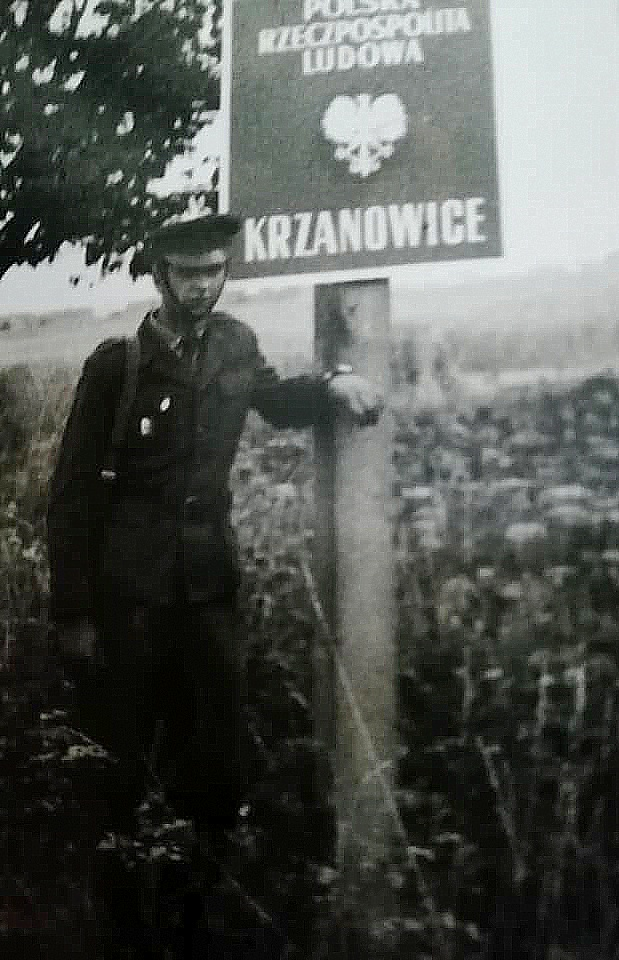
Żołnierz WOP na przejściu granicznym (1970)
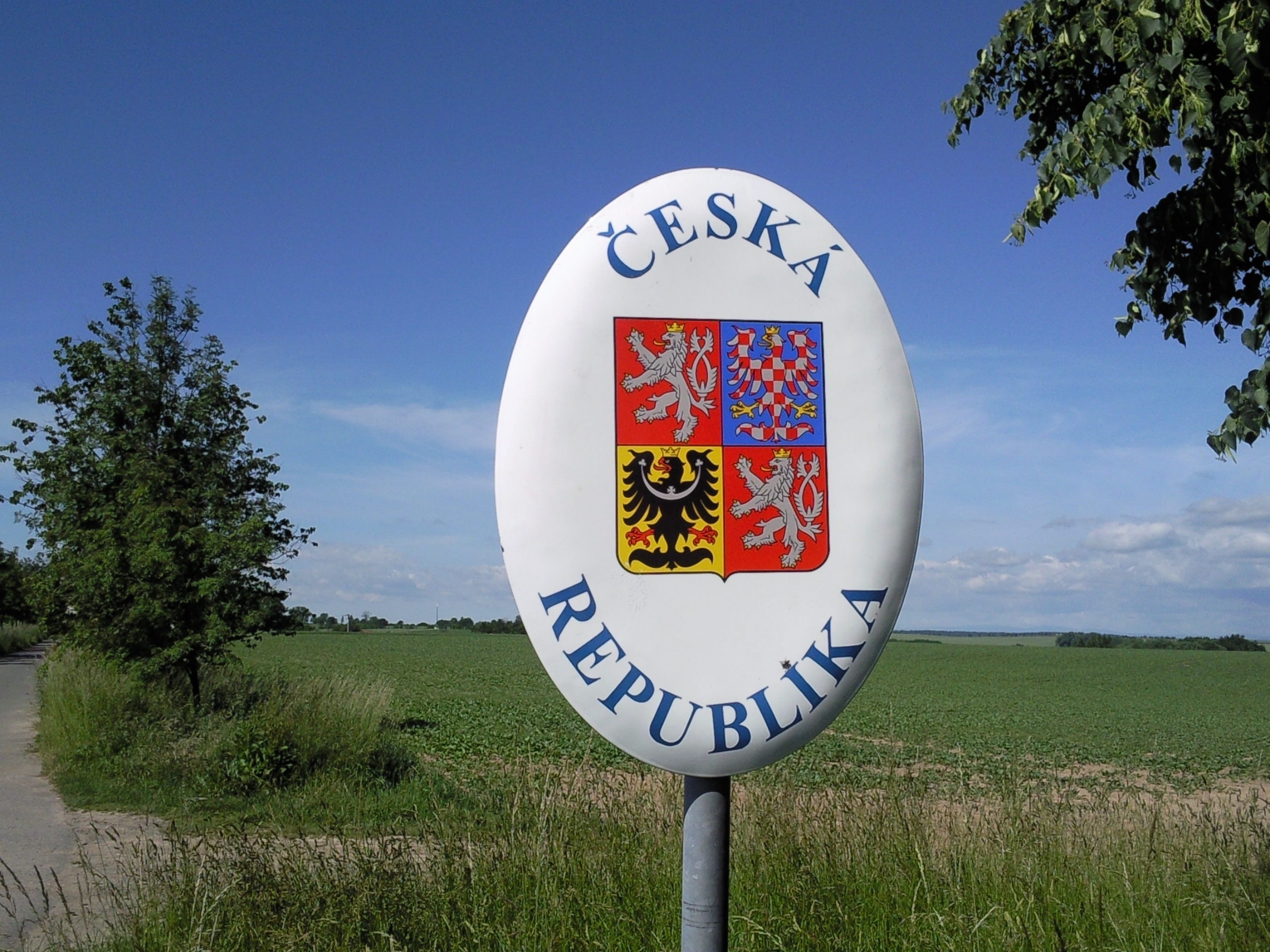
Tablica informacyjna „Czeska Republika” (czerwiec 2017)